# Famille Movilă
Pour les articles homonymes, voir Movila.
Famille princière des principautés roumaines de Moldavie et de Valachie, issue du boyard Ioan Movilă ou Moghilă de Udești grand Logothète de Moldavie, mort moine en 1570, qui avait épousé entre 1553 et 1555 Maria, princesse de Moldavie, fille du prince Pierre IV Rareș.
Les sept princes de cette famille qui régnèrent à la fin du XVIe siècle et au début du XVIIe siècle furent le plus souvent des alliés et vassaux de la Pologne, ce qui amène l'historiographie nationaliste polonaise moderne à représenter la Principauté de Moldavie comme une simple province polonaise dans la période respective. La famille Movilă créa de nombreuses fondations pieuses et fit bâtir des monastères.

## Arbre généalogique

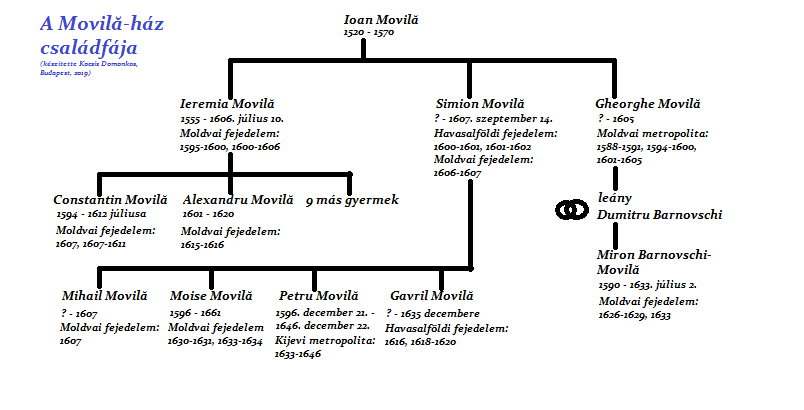